# Новоянгелька
Новоянгелька — посёлок в Агаповском районе Челябинской области. Входит в состав Янгельского сельского поселения.

## География
Посёлок находится на юго-западе Челябинской области, на левом берегу реки Янгельки, в 17 км по прямой к юго-западу от села Агаповка, административного центра района. Абсолютная высота 336 метров над уровнем моря.

## Население
| 1970 | 1995 | 2002 | 2010 |
| ---- | ---- | ---- | ---- |
| 481  | ↗673 | ↘620 | ↗626 |

Гендерный состав
По данным Всероссийской переписи населения 2010 года в гендерной структуре населения мужчины составляли 48,4 %, женщины — 51,6 %.
Национальный состав
Согласно результатам переписи 2002 года, в национальной структуре населения русские составляли 84 %.

## Инфраструктура
Функционируют основная школа, детский сад и отделение «Почты России».

## Улицы
Уличная сеть посёлка состоит из 8 улиц.